# Farní sbor Českobratrské církve evangelické v Praze 4 – Braník
Farní sbor Českobratrské církve evangelické v Braníku je sbor Českobratrské církve evangelické v Praze 4-Braníku. Sbor spadá pod Pražský seniorát, jeho duchovní je jáhenka Věra Hájková a administrátorem Tomáš Trusina, kurátorem sboru Jan Zvánovec.

## Historie

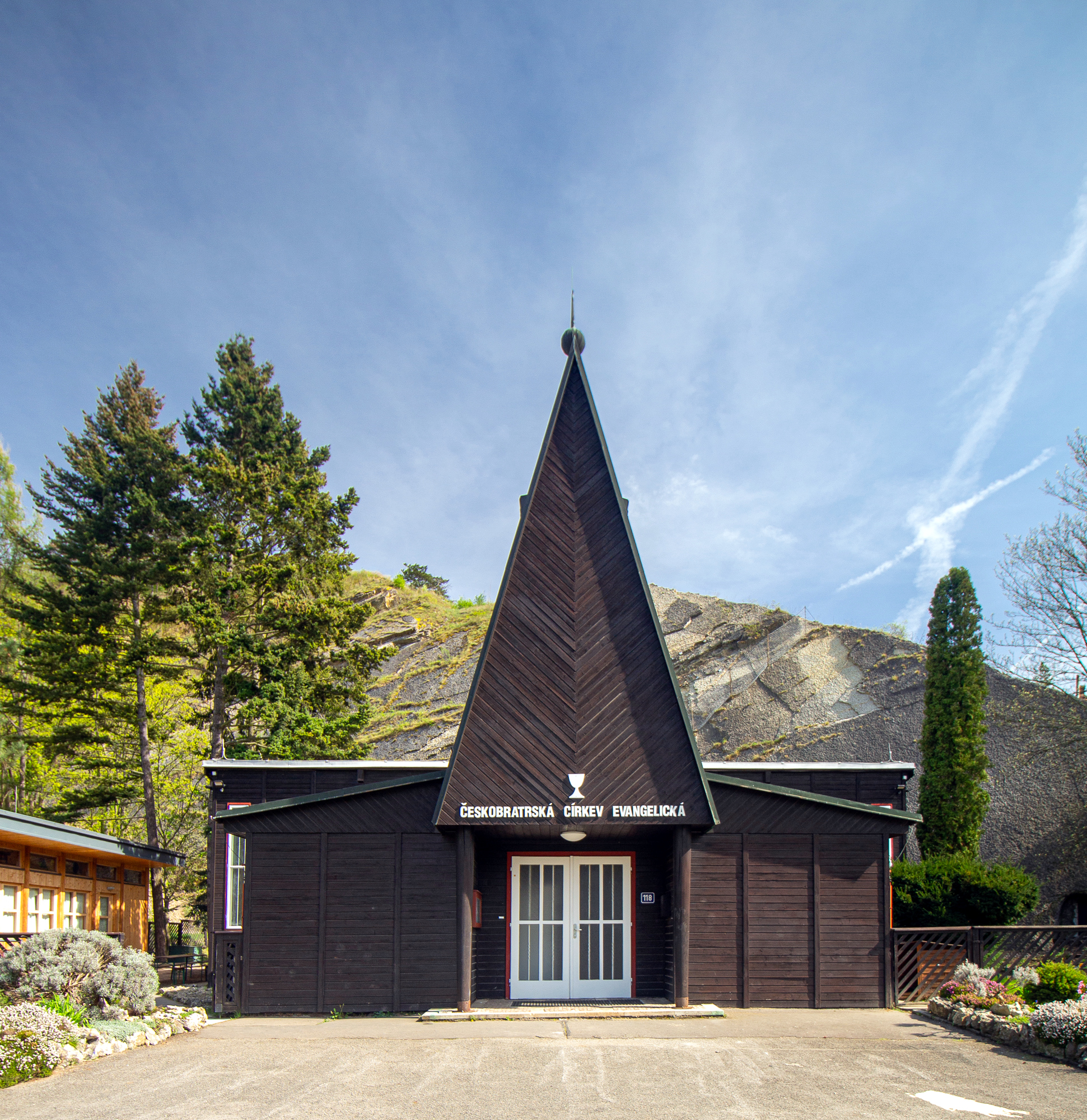
Budova sboru v roce 2024

V době před druhou světovou válkou byli věřící z obvodu sboru nuceni využívat jiné prostory, například sbor v Nuslích nebo do kostela sv. Klimenta. Dobové zprávy ovšem také přiznávají zhoršenou dopravní obslužnost věřících, proto bylo rozhodnuto o zřízení nového sboru v Braníku.
Branický sbor vznikl 1. září 1946 coby úředně povolený samostatný farní sbor pro Braník a Hodkovičky. První sborové shromáždění samostatného sboru se pak uskutečnilo 6. října 1946. Na tomto shromáždění bylo zvoleno první staršovstvo o 12 členech.
Nový branický kostel byl postaven původně jako dřevěná provizorní stavba, vzhledem ke změně politické situace po roce 1948 však již nedošlo k další přestavbě. 
V roce 2016 byly vypracovány nové stavební projekty k rozšíření sborových prostor a v roce 2017 byla slavnostně otevřena přístavba zvaná Even, která však z různých důvodů nemohla být stavebně propojena s původní budovou kostela. V roce 2022 prošla hlavní budova kostela kompletní rekonstrukcí. 
Roku 2023 proběhla renovace stropních maleb znázorňujících biblické příběhy. Téhož roku byly instalovány nové, holandské třímanuálové varhany.
Sbor vydává vlastní časopis Brána. V týdnu probíhají mnohá setkání, která jsou vždy oznamována na webu sboru a také i ve facebookové skupině "Braník a spol.".
O vánočních svátcích probíhá tradiční vánoční hra.

## Kazatelé sboru
Duchovní přidělení pro práci v Braníku před založením samostatného sboru:
- Jaroslav Dobiáš (1929–1938; nuselský farář)
- Jan Amos Pavlinec (1938–1939; nuselský vikář)
- František Janovský (1939–1943; nuselský vikář)
- Stanislav Segert (1943–1947; nuselský vikář)
- Zdeněk Jokl (1947–1948; nuselský vikář)
- Vladimír Harych (1948–1951; nuselský vikář)

Duchovní samostatného farního sboru ČCE Braník:
- Timoteus Pokorný (1951–1973)
- Luděk Rejchrt (1973–2009)
- Jaroslav Pechar (2009–2024)
- Věra Hájková (2024–2025; jáhenka, administrátorem Tomáš Trusina)

## Kurátoři samostatného sboru do r. 1997
- Adolf Soph (1946–1959)
- Oldřich Košík (1959–1966)
- Adolf Prosek (1966–1979) [6]

## Kurátoři sboru od r. 1997
- Pavel Novotný (1997–2009)
- Aleš Drápal (2009–2015)
- David Slabý (2015–2016)
- Tomáš Bedrník (2016-2021)
- Jan Zvánovec (od 2021)